# Ceuthophilus carolinus
Ceuthophilus carolinus är en insektsart som beskrevs av Theodore Huntington Hubbell 1936. Ceuthophilus carolinus ingår i släktet Ceuthophilus och familjen grottvårtbitare. Inga underarter finns listade i Catalogue of Life.